# Барди (Україна)
Ба́рди — село в Україні, у Коростенській міській територіальній громаді Коростенського району Житомирської області. Кількість населення становить 53 особи (2001).

## Населення
В кінці 19 століття в селі налічувався 341 мешканець та 74 двори, у 1906 році — 204 жителі, дворів — 52.
Кількість населення, станом на 1923 рік, становила 372 особи, кількість дворів — 79.
Відповідно до результатів перепису населення СРСР, кількість населення, станом на 12 січня 1989 року, становила 95 осіб.
Станом на 5 грудня 2001 року, відповідно до перепису населення України, кількість мешканців села становила 53 особи.

## Історія
В другій половині 19 століття — сільце Овруцького повіту, входило до православної парафії с. Ходаки, за 7 верст.
В кінці 19 століття — село Татарновицької волості Овруцького повіту, за 30 верст від Овруча, над річкою Уж. Належало до православної парафії в Ходаках, за 7 верст.
У 1906 році — сільце Татарновицької волості (2-го стану) Овруцького повіту Волинської губернії. Відстань до повітового центру, м. Овруч, становила 30 верст, до волосного центру, с. Татарновичі — 6 верст. Найближче поштово-телеграфне відділення розташовувалося в Овручі.
В 1923 році увійшло до складу новоствореної Купечівської сільської ради, котра, від 7 березня 1923 року, включена до складу новоутвореного Народицького району Коростенської округи. Відстань до районного центру, містечка Народичі, становила 31,5 версти, до центру сільської ради, с. Купеч — 4 версти. 24 серпня 1924 року, разом із сільською радою, увійшло до складу Ушомирського (згодом — Коростенський) району, 1 червня 1935 року — до складу Коростенської міської ради, 28 лютого 1940 року — до складу відновленого Коростенського району Житомирської області.
28 серпня 1951 року село передане до складу Межиріцької сільської ради, 11 серпня 1954 року — до складу Васьковицької сільської ради, 5 березня 1959 року повернуте до складу відновленої Купечівської сільської ради Коростенського району. 9 жовтня 1961 року, внаслідок перенесення адміністративного центру Купечівської сільської ради до с. Межирічка, раду перейменовано на Межиріцьку.
23 липня 1991 року, відповідно до постанови Кабінету Міністрів Української РСР № 106 «Про організацію виконання постанов Верховної Ради Української РСР…», село віднесене до зони гарантованого добровільного відселення (третя зона) внаслідок аварії на Чорнобильській АЕС.
У 2020 році, відповідно до розпорядження Кабінету Міністрів України № 711-р від 12 червня 2020 року «Про визначення адміністративних центрів та затвердження територій територіальних громад Житомирської області», територію та населені пункти Межиріцької сільської ради було включено до складу Коростенської міської територіальної громади Коростенського району Житомирської області.